# Ти для мене все
«Ти для мене все»(англ. You're My Everything) — американський комедійний мюзикл Волтера Ленга 1949 року.

## У ролях
- Ден Дейлі — Тімоті О'Коннор
- Енн Бакстер — Ханна Адамс
- Енн Ревер — тітка Джейн
- Стенлі Ріджес — містер Генрі Мерсер
- Шарі Робінсон — Джейн О'Коннор
- Генрі О'Нілл — професор Адамс
- Селена Ройл — місіс Адамс
- Алан Маубрей — Джо Блентон
- Роберт Артур — Гарольд
- Бастер Кітон — дворецький